# 宮下みらい
宮下 みらい（みやした みらい、1995年7月11日 - ）は日本の女性ファッションモデル。ディスカバリー・エンターテインメント所属。

## 略歴
2008年、ファッション雑誌『ニコラ』（新潮社）の第12回ニコラモデルオーディションでグランプリを受賞し、同年10月号から専属モデルとして同誌に出演、2012年3月28日に開催された「nicola東京開放日2012」にてニコラを卒業した。

## 出演

### 雑誌
- ニコラ（2008年10月号 - 2012年5月号、新潮社）専属モデル

### インターネットテレビ
- nicola©（2009年 - 2010年、goomo）

### CM
- 子宮頸がんワクチン接種・同がん検診啓発 （2010年8月13日、みらい 篇）

### イベント
- シークレット・アイドル ハンナ・モンタナ シーズン2 DVD発売記念 イベント（2009年7月15日、池袋サンシャインシティ 噴水広場）